# 高田温泉
高田温泉（たかだおんせん）は、福島県大沼郡会津美里町にある温泉。

## 泉質
- ナトリウム-塩化物・硫酸塩泉
  - 泉温　52.8℃

## 温泉地
会津盆地南部の宮川沿いに、町営の日帰り温泉施設「あやめの湯」が1件存在する。
これといった特徴はなく、浴槽は男女別の内風呂のみ。近くには伊佐須美神社がある。

## 歴史
- 平成7年（1995年）4月に「あやめの湯」開業。

## アクセス
- JR只見線・会津高田駅より車で約5分。

- 磐越自動車道会津若松ICより車で約20分又は新鶴SICより車で約15分（新鶴SICは、ETC専用）。